# ネイバー
ネイバー（朝: 네이버, 英: NAVER）は、ネイバー (企業)が運営する、大韓民国（韓国）の最大手ポータルサイトである。

## 概要
日本のgooに相当する検索エンジンである。かつては韓国国内で、検索回数で77%（2012年現在）でGoogleやYahoo!の現地サービスでかつてトップシェアを持っていたYahoo! Korea（2012年12月31日でサービス終了）といった他社を圧倒するシェアを有する検索サイトである上2007年12月の調査では世界でも2.4%のシェアを有して5位に位置していたが、その後の急速なスマートフォンの普及で、現在ではシェアが13%となっており、急激にシェアを低下させている(Googleが1位)。
一方、シェアを守るため韓国特有のインターネット規制や朝鮮語サービスに非常に特化されていることや、韓国国内一のポータルサイトとしての地位を用いて種々のサービスを擁することによる「ガラパゴス化」に懸念する声もありながら、ネイバーを「ネット財閥」と捉える観点も存在している。
NAVERという名前は、英語の「Navigate（「航海する」の意）」と、英語の「-er（「…する人」の意）」を合わせて作られたものである。発音上は、英語の「Neighbor（「隣人」の意）」にかけてある。ブランドカラーは、ライムグリーン。検索ロボット（クローラー）の名称は、「Yetibot（イエティボット）」。
ネイバーは韓国で人気の高いポータルサイトであるだけに、検索順位のアルゴリズム操作疑惑が絶えない。

## 沿革
1999年6月、サムスングループ傘下で開発された検索エンジンを用いたインターネット検索サービスとしてリリース。さまざまなカテゴリの検索結果を同時に見せる「統合検索」や、ユーザー同士の質疑応答を検索結果に表示させる「知識検索」など新しいサービスを次々と打ち出し、韓国ユーザーの支持を得た。以来、シェアを確実に伸ばし、2003年にはYahoo! Koreaを追い抜き、同国の検索市場のトップシェアを獲得。現在では、同国を代表する検索サービスとして安定した地位を維持している。
- 1999年6月 - 正式サービス開始
- 2000年8月 - 統合検索を開始
- 2001年5月 - キーワード検索広告を開始
- 2002年6月 - 日本Web検索サービス「enjoy Japan」を開始
- 2002年10月 - 韓国の証券市場のひとつKOSDAQ上場
- 2002年10月 - Q&Aサービス「知識iN」を開始
- 2003年10月 - 日本法人を統合
- 2005年7月 - アメリカ法人NHN USA設立
- 2005年10月 - デスクトップ検索「マイPC」をリリース
- 2006年7月 - 動画検索を開始
- 2008年04月 - 米フォーブス 'Global 2000'に選定
- 2008年12月 - カスタマイズニュースサービス「オープンキャスト」をリリース

## 日本での展開
日本での展開については、運営会社のネイバーが輸出経済の韓国において最大手財閥であるサムスン系列という点もあり、サービス開始からたった1年後の2000年に日本法人を設立したことで始まった。進出当時から日本の検索サービス市場を目指したが、2011年発表したモバイルメッセンジャーアプリの「LINE」が流行る前までは、海外進出は失敗と言われていた。
日本語のウェブ文書を主な対象とした検索サービスは、NHN Japan（現：LINE株式会社→Aホールディングス）が別途のサイト（naver.jp）として運営した。携帯電話向けサイトや、iPhone向けサイトもある。他には「NAVERまとめ」という利用者がインターネット上にある情報をまとめていくまとめサイト制作サービス（キュレーションサービス）程度であり、ブログやメールなど、ポータルとしてのサービスは提供されていなかった。
2010年には、ネイバージャパンの母体であるNHN Japanが日本のポータルサイトであるライブドアを70億円で買収し、韓国国内や日本のIT業界で話題になり、その経緯でライブドアの検索エンジンがGoogleからNAVERへと切り替わった。
ブランドとしての「NAVER」は、「LINE」がヒットする前まではNHN Japanのウェブサービス事業におけるフラッグシップブランドの名称でもあった。

### 日本での沿革
日本で提供していたインターネット検索サービス「NAVER （ネイバー）」の運営は旧NHN Japanが行っていた。かつては100%出資のネイバージャパン株式会社が行っていたが、2012年に行われたNHN Japan、ネイバージャパン、ライブドアの3社の合併に伴い、ネイバージャパンの事業はライブドアと共にLINE株式会社のサービスの一部として統合された。
2001年にサービスが開始されたが、2005年に一度撤退。2009年からサービスを再開した。その後、2013年に再びサービスを終了した。
2020年11月にネイバー社は、日本で成功を収めたLINEや、2019年に発表されたLINE株式会社とZホールディングスの経営統合により傘下に入ってくるYahoo! Japanと連携する形で、近々日本で新しい検索サービスを開始し、3度目の進出を果たす計画を発表している。
- 2001年4月 - NHN Japanが日本向け検索サービスを開始。
- 2004年6月21日 - NHN Japanが日本向けブログサービス「NAVERブログ」を開始。
- 2005年8月31日 - 日本向けサービス終了。ブログサービスは、系列のSNSサイトであるCURURUに引き継がれる。
- 2007年11月 - 日本における検索事業の再開を発表。
- 2009年6月15日 - クローズドベータ版を公開[15]。
- 2009年7月1日 - オープンベータ版を公開。
- 2010年3月9日 - マイクロブログサービス「Pick（ピック）」を公開[16]。
- 2010年3月31日 - 画像検索や、トピック検索の開始など大幅なリニューアルを実施[17]。
- 2010年9月1日 - ライブドアによる検索サイト「Livedoor」の検索エンジンとして提供[18]。
- 2011年6月23日 - 「LINE」提供開始。
- 2013年7月19日 - NAVERアカウントのデータベースを管理しているサーバに外部からの不正アクセスが発覚。169万2496件のユーザーのID・メールアドレス及びパスワードが流出[19]。
- 2013年12月18日 - 検索サービスを終了[20][21]。今後は「NAVERまとめ」に注力するとした。
- 2020年7月1日 - 2020年9月30日をもって「NAVERまとめ」のサービスを終了すると発表[22]。
- 2020年9月30日 - 「NAVERまとめ」をサービス終了[22]。
- 2021年10月 - ECプラットフォーム「マイスマートストア」を日本で提供開始[23]。
- 2024年7月 - ECプラットフォーム「マイスマートストア」日本向けサービス終了。